# 松本剛 (オウム真理教)
松本 剛（まつもと たけし）とは、オウム真理教信者である。公証人役場事務長逮捕監禁致死事件とオウム真理教被害者の会会長VX襲撃事件で運転手を務めた。東京都出身。麻原彰晃（本名:松本智津夫）との血縁関係は無い。

## 概要
鈴鹿サーキットでレースに出た経験があったため、井上嘉浩の運転手に抜擢された。オウム真理教被害者の会会長VX襲撃事件と公証人役場事務長事件では偽装した免許証でレンタカーを借り現場まで運転した。しかし公証人役場事務長事件でレンタカーを借りる際に指紋を残したため指名手配され、オウムと事件の関係が一気にクローズアップされた。麻原は強制捜査が近いことを確信、地下鉄サリン事件を引き起こすひとつのきっかけとなる。
他にもサリン原材料等購入のダミー会社の役員を務めた。
指名手配後は女装を命じられたり、指紋除去や整形手術をされたりした。抵抗はあったが教団のためを思い我慢したという。

## 経歴
- 1984年 - 東京都内の高等学校を卒業[2]
- 1990年 - オウム真理教入信[2]
- 1994年 - 出家[2]
- 1995年
  - 3月 - 強制捜査直前に逮捕から逃れるため逃走する。逃走の途中、上九一色村にて林郁夫と郁夫の妻によって指紋除去手術を受け、女装する[2]。指紋除去は非常に痛く3日寝られなかった[5]。
  - 3月28日頃 - 能登半島の貸し別荘にて寝ている間に、林郁夫から勝手に顔の整形手術をされる。目が大きくなった程度であまり変わらなかった[2][5][6]。
  - 5月18日 - 大阪府堺市のマンションにて逮捕[2]。
- 1996年4月23日 - 懲役4年の判決が下る[2]。